# NGC 4692
NGC 4692 (NGC 4702) je eliptična galaktika u zviježđu Berenikinoj kosi. Naknadno je utvrđeno da je NGC 4702 ista galaktika.

## Vanjske poveznice
- (engl.) SEDS: NGC 4692
- (engl.) Revidirani Novi opći katalog
- (engl.) Izvangalaktička baza podataka NASA-e i IPAC-a
- (engl.) Astronomska baza podataka SIMBAD
- (engl.) VizieR